# Raionul Zvenîhorodka, Cerkasî
Zvenîhorodka (în ucraineană Звенигородський район, transliterat: Zvenîhorodskîi raion) este un raion în regiunea Cerkasî, Ucraina. Are reședința la Zvenîhorodka.
Are o suprafață de 5.279,9 km². Populația este de 204.000 locuitori, determinată în 2020.